# Georges Raymond
Georges Raymond, né le 19 juin 1887 dans le 2e arrondissement de Lyon (Rhône) et mort le 4 octobre 1918 à Châlons-sur-Marne (Marne), était un aviateur français, as de la Première Guerre mondiale. Il fut le commandant de l'escadrille SPA 3 Cigognes après la mort de Georges Guynemer.

## Distinctions
- Chevalier de la Légion d'honneur (12 juillet 1917)[3],[4]
- Croix de guerre 1914-1918[4]